# Cuộc đời vì Nga hoàng

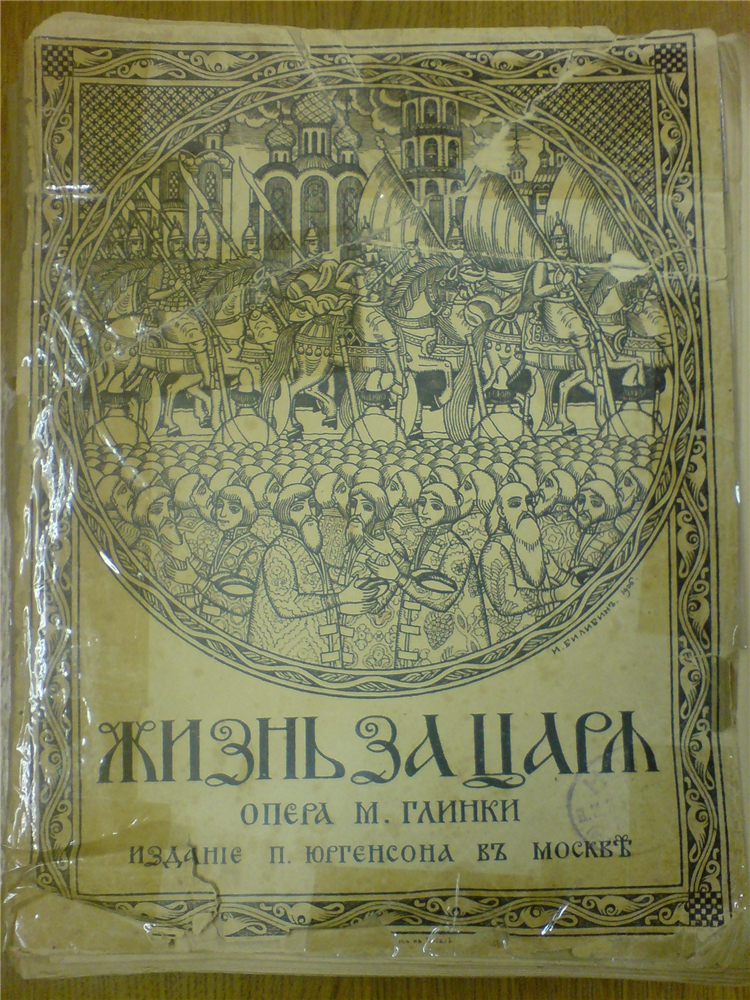

Cuộc đời vì Nga hoàng (tiếng Nga: Жизнь за царя, Zhizn 'za tsarya, trong thời Xô viết được biết đến với cái tên Ivan Susanin (tiếng Nga: Иван Сусанин)) là vở opera 4 màn của nhà soạn nhạc người Nga Mikhail Glinka. Tác phẩm được viết lời bởi Nestor Kukolnik, Baron Egor Fyodorovich (von) Rozen, Vladimir Sollogub và Vasily Zhukovsky. Vở opera được trình diễn lần đầu tiên vào ngày 27 tháng 10 theo lịch Nga cũ, tức ngày 9 tháng 12 theo lịch Gregory, năm 1836 tại Nhà hát Bolshoi Kamenny ở Sankt Petersburg. Tác phẩm nói về Ivan Susanin, một người anh hùng thế kỷ XVII của Nga, người đã đánh bại quân xâm lược Ba Lan giúp Nga hoàng. 